# Italie au Concours Eurovision de la chanson 1973
L'Italie a participé au Concours Eurovision de la chanson 1973, le 7 avril à Luxembourg. C'est la 18e participation italienne au Concours Eurovision de la chanson.
Le pays est représenté par le chanteur Massimo Ranieri et la chanson Chi sarà con te, sélectionnés en interne par la Radio-télévision italienne (RAI).

## Sélection interne
Le radiodiffuseur italien, Radiotelevisione Italiana (RAI), choisit l'artiste et la chanson en interne pour représenter l'Italie au Concours Eurovision de la chanson 1973.
| Interprète      | Chanson         | Langue  | Traduction        |
| --------------- | --------------- | ------- | ----------------- |
| Massimo Ranieri | Chi sarà con te | Italien | Qui sera avec toi |

Lors de cette sélection, c'est la chanson Chi sarà con te interprétée par Massimo Ranieri qui fut choisie. C'est la deuxième fois que Massimo Ranieri représente l'Italie à l'Eurovision, après 1971.
Le chef d'orchestre sélectionné pour l'Italie à l'Eurovision 1973 est Enrico Polito (it).

## À l'Eurovision
Chaque pays a un jury de deux personnes. Chaque juré attribue entre 1 et 5 points à chaque chanson.

### Points attribués par l'Italie
| 10 points | Espagne                              |
| 9 points  | Luxembourg                           |
| 8 points  | Monaco                               |
| 7 points  | Israël                               |
| 5 points  | Irlande Norvège Royaume-Uni Suède    |
| 4 points  | Pays-Bas Suisse                      |
| 3 points  | Allemagne Portugal                   |
| 2 points  | Belgique Finlande France Yougoslavie |

### Points attribués à l'Italie
| 10 points | 9 points                      | 8 points   | 7 points   | 6 points |
| --- | ----------------------------- | ---------- | ---------- | -------- |
| |                               |            | - Suisse   |          |
| 5 points | 4 points                      | 3 points   | 2 points   |          |
| - Allemagne - Belgique - Espagne - France - Luxembourg - Monaco - Norvège - Royaume-Uni - Suède - Yougoslavie | - Irlande - Israël - Pays-Bas | - Portugal | - Finlande |          |

Massimo Ranieri interprète L'amora è un attimo en dixième position, suivant la Yougoslavie et précédant, le pays vainqueur par la suite, le Luxembourg .
Au terme du vote final, l'Italie termine 13e sur les 17 pays participants, ayant reçu 74 points au total,.